# Henry Vaca
Henry Vaca Urquisa (Santa Cruz de la Sierra, 27 de enero de 1998) es un futbolista boliviano. Juega como centrocampista en Oriente Petrolero de la Primera División de Bolivia. Es internacional con la selección de Bolivia.

## Trayectoria
Fue goleador de los diversos torneos del Mundialito Tahuichi Paz y Unidad. En 2010 fue goleador con 11 goles en la sub-12. Fue elegido el jugador revelación de aquel mundialito con catorce años. Estuvo siete años en el Tahuichi. Pasó por todas las divisiones menores. Para 2014 llega al Club Calleja de la liga regional de Santa Cruz.
Luego del gran Sudamericano de Fútbol Sub-17 de 2015, se marchó a préstamo al O'Higgins para jugar en las divisiones menores.

### The Strongest
El 21 de febrero de 2017, firma por The Strongest por un año. Rápidamente se ganó la confianza del técnico venezolano César Farías. Su debut profesional se produjo el 12 de marzo, jornada 7 del torneo Apertura, frente a Petrolero en el estadio Federico Ibarra. Jugó partidos de la Copa Libertadores 2017 ante Sporting Cristal y Club Atlético Lanús, llegó hasta octavos de final. En noviembre de 2017, debido a sus buenas actuaciones, el conjunto atigrado compró el pase del jugador en un 50 %.
En marzo de 2018, fue sancionado en el The Strongest por indisciplina, no fue incluido en el plantel por aproximadamente un mes. Luego reaparecería para jugar la Copa Libertadores 2018. Enfrentó a Atlético Tucumán, Libertad y Peñarol.
Luego de quedar fuera de la Copa América 2019, Henry quería irse del club para tener mayor continuidad.

### Universitario de Deportes
El 12 de julio de 2019, es oficializado como nuevo refuerzo de Universitario de Deportes, llegó a préstamo por un año con opción de compra. Según el medio boliviano La Razón, el club merengue pagó 90 000 dólares y la opción de compra es de 600 000 dólares. Debutó enfrentando a Pirata F. C., en aquel partido dio una asistencia al argentino Germán Denis, el que sería el único gol del triunfo. Debido a su poca continuidad en el club merengue, Raúl Leguia, directivo de Universitario, manifestó y criticó la contratación de Vaca, un préstamo que costó 120 000 dólares aproximadamente. Siendo una cifra sumamente elevada debido a la crisis económica de Universitario. A pesar de tener seis meses más de contrato, la directiva de Universitario resolvió su contrato de mutuo acuerdo al no estar en los planes del nuevo director técnico: Gregorio Pérez. Jugó solo ocho partidos, iniciando de titular solo en un partido.

### Atlético Goianiense
Debido a su gran participación en el preolímpico de 2020, fue contratado por Atlético Goianense; pero fue liberado por indisciplina.

### Oriente Petrolero
El 29 de enero de 2021, The Strongest lo cedió por una temporada a Oriente Petrolero. En el equipo refinero, disputó veintisiete partidos y anotó ocho goles.

### The Strongest
Retornó al Tigre para la temporada 2022 tras su paso por Oriente Petrolero. Disputó 26 encuentros, anotó 1 gol entre el Torneo Apertura 2022 (Bolivia) y la Copa Libertadores 2022 y fue liberado por indisciplina.

### Oriente Petrolero
El 7 de julio de 2022, fue presentado como nuevo jugador de Oriente Petrolero. El club refinero adquirió el 50 % de su pase y firmaron un contrato de 3 años.

## Selección nacional

### Clasificatorias mundialistas
| Competición          | Sede            | Resultado  | Partidos | Goles |
| -------------------- | --------------- | ---------- | -------- | ----- |
| Clasificatorias 2022 | América del Sur | 9.º puesto | 10       | 0     |
| Clasificatorias 2026 | América del Sur |            | 3        | 1     |

### Copa América
| Competición       | Sede   | Resultado    | Partidos | Goles |
| ----------------- | ------ | ------------ | -------- | ----- |
| Copa América 2021 | Brasil | Primera fase | 2        | 0     |

### Participaciones en juveniles
| Competición                                      | Sede     | Resultado      | Partidos | Goles |
| ------------------------------------------------ | -------- | -------------- | -------- | ----- |
| Campeonato Sudamericano de Fútbol Sub-17 de 2015 | Paraguay | Primera fase   | 4        | 2     |
| Campeonato Sudamericano de Fútbol Sub-20 de 2017 | Ecuador  | Primera fase   | 3        | 0     |
| Preolímpico Sub-23 de 2020                       | Colombia | Fase de grupos | 3        | 0     |

## Estadísticas

### Clubes
| Club                         | Div.             | Temporada        | Liga  | Liga  | Liga   | Copas nacionales | Copas nacionales | Copas nacionales | Torneos internacionales | Torneos internacionales | Torneos internacionales | Total | Total | Total  | Media goleadora |
| Club                         | Div.             | Temporada        | Part. | Goles | Asist. | Part.            | Goles            | Asist.           | Part.                   | Goles                   | Asist.                  | Part. | Goles | Asist. | Media goleadora |
| ---------------------------- | ---------------- | ---------------- | ----- | ----- | ------ | ---------------- | ---------------- | ---------------- | ----------------------- | ----------------------- | ----------------------- | ----- | ----- | ------ | --------------- |
| The Strongest · Bolivia      | 1.ª              | 2016-17          | 28    | 6     | 4      | -                | -                | -                | -                       | -                       | -                       | 28    | 6     | 4      | 0.21            |
| The Strongest · Bolivia      | 1.ª              | 2018             | 32    | 2     | 4      | -                | -                | -                | 4                       | 0                       | 0                       | 36    | 2     | 4      | 0.05            |
| The Strongest · Bolivia      | 1.ª              | 2019             | 19    | 2     | 1      | -                | -                | -                | 3                       | 0                       | 0                       | 22    | 2     | 1      | 0.09            |
| The Strongest · Bolivia      | Total club       | Total club       | 79    | 10    | 9      | 0                | 0                | 0                | 7                       | 0                       | 0                       | 86    | 10    | 9      | 0.12            |
| Universitario · Perú         | 1.ª              | 2019             | 8     | 0     | 0      | 1                | 0                | 0                | -                       | -                       | -                       | 9     | 0     | 0      | 0.00            |
| Universitario · Perú         | Total club       | Total club       | 8     | 0     | 0      | 1                | 0                | 0                | 0                       | 0                       | 0                       | 9     | 0     | 0      | 0.00            |
| Atlético Goianiense · Brasil | 1.ª              | 2020             | 1     | 0     | 0      | -                | -                | -                | -                       | -                       | -                       | 1     | 0     | 0      | 0.00            |
| Atlético Goianiense · Brasil | Total club       | Total club       | 1     | 0     | 0      | 0                | 0                | 0                | 0                       | 0                       | 0                       | 1     | 0     | 0      | 0.00            |
| Oriente Petrolero · Bolivia  | 1.ª              | 2021             | 27    | 8     | 8      | -                | -                | -                | -                       | -                       | -                       | 27    | 8     | 8      | 0.3             |
| Oriente Petrolero · Bolivia  | Total club       | Total club       | 27    | 8     | 8      | 0                | 0                | 0                | 0                       | 0                       | 0                       | 27    | 8     | 8      | 0.3             |
| The Strongest · Bolivia      | 1.ª              | 2022             | 17    | 1     | 3      | -                | -                | -                | 8                       | 0                       | 1                       | 25    | 1     | 4      | 0.04            |
| The Strongest · Bolivia      | Total club       | Total club       | 17    | 1     | 3      | 0                | 0                | 0                | 8                       | 0                       | 1                       | 25    | 1     | 4      | 0.04            |
| Oriente Petrolero · Bolivia  | 1.ª              | 2022             | 14    | 2     | 4      | -                | -                | -                | -                       | -                       | -                       | 14    | 2     | 4      | 0.14            |
| Oriente Petrolero · Bolivia  | 1.ª              | 2023             | 6     | 2     | 1      | 1                | 0                | 0                | 3                       | 0                       | 0                       | 10    | 2     | 1      | 0.2             |
| Oriente Petrolero · Bolivia  | Total club       | Total club       | 20    | 4     | 5      | 1                | 0                | 0                | 3                       | 0                       | 0                       | 24    | 4     | 5      | 0.17            |
| Maccabi Bnei Reineh Israel   | 1.ª              | 2023-24          | 12    | 0     | 0      | 5                | 1                | 0                | 3                       | 1                       | 1                       | 20    | 2     | 1      | 0.1             |
| Maccabi Bnei Reineh Israel   | Total club       | Total club       | 12    | 0     | 0      | 5                | 1                | 0                | 3                       | 1                       | 1                       | 20    | 2     | 1      | 0.1             |
| Club Bolívar · Bolivia       | 1.ª              | 2024             | 19    | 3     | 1      | 0                | 0                | 0                | 6                       | 0                       | 0                       | 25    | 3     | 1      | 0               |
| Club Bolívar · Bolivia       | Total club       | Total club       | 19    | 3     | 1      | 0                | 0                | 0                | 6                       | 0                       | 0                       | 25    | 3     | 1      | 0               |
| Total en carrera             | Total en carrera | Total en carrera | 183   | 25    | 26     | 7                | 1                | 0                | 27                      | 1                       | 2                       | 217   | 28    | 28     | 0.13            |
| 1. 2. 3.                     |                  |                  |       |       |        |                  |                  |                  |                         |                         |                         |       |       |        |                 |

### Selección nacional
- Actualizado hasta el 16 de noviembre de 2023.

| Club              | Temporada | Amistosos | Amistosos | Copa América | Copa América | Eliminatorias | Eliminatorias | Mundial | Mundial | Total | Total |
| Club              | Temporada | Part.     | Goles     | Part.        | Goles        | Part.         | Goles         | Part.   | Goles   | Part. | Goles |
| ----------------- | --------- | --------- | --------- | ------------ | ------------ | ------------- | ------------- | ------- | ------- | ----- | ----- |
| Bolivia · Bolivia | 2018      | 4         | 0         | -            | -            | -             | -             | -       | -       | 4     | 0     |
| Bolivia · Bolivia | 2019      | 3         | 0         | 0            | 0            | -             | -             | -       | -       | 3     | 0     |
| Bolivia · Bolivia | 2020      | 0         | 0         | -            | -            | 1             | 0             | -       | -       | 1     | 0     |
| Bolivia · Bolivia | 2021      | 0         | 0         | 2            | 0            | 6             | 0             | -       | -       | 8     | 0     |
| Bolivia · Bolivia | 2022      | 3         | 0         | -            | -            | 3             | 1             | -       | -       | 6     | 1     |
| Bolivia · Bolivia | 2023      | 0         | 0         | -            | -            | 3             | 1             | —       | —       | 3     | 1     |
| Total             | Total     | 10        | 0         | 2            | 0            | 13            | 2             | 0       | 0       | 25    | 2     |